# 76. Infanterie-Division (Wehrmacht)
Die 76. Infanterie-Division (76. ID) war ein Großverband der Wehrmacht und kam unter anderem während des Deutsch-Sowjetischen Krieges in der Schlacht von Stalingrad zum Einsatz.

## Divisionsgeschichte

### Aufstellung
Die 76. ID wurde am 26. August 1939 als Division der 2. Aufstellungswelle in Potsdam aufgestellt.

### Westfeldzug
Am 14. Mai 1940 griff die Division, zusammen mit der 36. ID und der 299. ID, den Sektor Verdun an.
Im September 1940 verlegte die Division als Besatzungstruppe nach Polen.
In der Vorbereitung des Balkanfeldzug und des Angriffs auf die Sowjetunion verlegte die Division im März 1941 nach Rumänien, wo der Verband als Lehrtruppe ausgegeben wurde.

### Unternehmen Barbarossa
Der Angriff auf die Sowjetunion begann für die Division erst am 2. Juli. Im Raum nördlich von Stefanesti überschritt die Division den Pruth und stieß zum Dnjestr vor. Es wurde Mogilew-Podolsk erreicht. Im Anschluss folgte ein Angriff über den in südwestlicher Richtung liegenden Bug in den Raum Krementschug hinein. In der Ukraine stehend kam es zur Schlacht um Kiew an der die Division beteiligt war. Nach Abschluss dieser Operation überschritt die Division bei Derijewka den Dnjepr. Der Verband erreichte Poltawa, dann Charkow und rückte weiter in den Raum Belgorod nach Osten vor. Als ab Oktober 1941 die Schlammperiode begann, stand die Division im Raum Artemowsk. In diesem Kampfraum richtete sich der Verband ein und ging in einen Stellungskrieg über.

### 1942
Bis in den Juli 1942 hielt die 76. Infanterie-Division die Stellungen im Raum Artemowsk. Mit der Wiederaufnahme der Offensive der Wehrmacht im Osten griff der Verband in Richtung Don an. Erst wurde Lissitschansk erreicht und der weitere Angriff verlief über den Raum südlich von Millerowo hin zum Don bei Akimowskji. Nach dem Übergang über den Don erreichte die Division die Höhenzüge von Kotluban an der Wolga, nördlich von Stalingrad.

### Schlacht von Stalingrad
Bereits Anfang September 1942 wurde die 76. ID in der Schlacht von Stalingrad im Norden von Stalingrad eingesetzt. Entgegen älteren Darstellungen war die 76. ID nicht in den Kämpfen um die Stadtmitte eingesetzt. Die 76. ID unter Generalleutnant Carl Rodenburg war wie die 305. ID dem VIII. Armeekorps unterstellt. Die Division richtete sich neben der 384. ID auf der linken Grenze und der 60. ID (mot.) auf der rechten Flanke bei Borodin zur Verteidigung des Nordkorridors zwischen Don und Wolga ein. Die Offensiven der Roten Armee vom 3. bis 12. September 1942 in der Kotluban-Region gegen die Hügel 143,3 und 144,1 brachen im Abwehrfeuer der 76. ID zusammen. Die 76. ID befand sich schwerpunktmäßig im Gebiet um Samofalowka und der Station 564 km und sah sich der 24. Armee gegenüber.
Zu Beginn der Schlacht am 14. September 1942 waren von den neun Infanterie-Bataillonen der 76. ID fünf bei mittlerer Kampfstärke (500–700 Mann) und vier nur noch durchschnittlich besetzt (400–500 Mann) durch die Abnutzungskämpfe in den Vororten von Stalingrad. Ende September war die 76. ID als Abwehr gegen die zweite sowjetische Kotluban-Offensive außerhalb von Stalingrad in der Nähe des Don-Bogens im Einsatz. Dabei identifizierte Jeremenko die Grenze zwischen VIII. Armeekorps und XIV. Panzerkorps als schwächste Stelle in der deutschen Verteidigung und suchte den Einbruch im Sektor der 76. ID, dort wo IR 230 und die Aufklärungs-Abteilung 176 ihre Stellungen hatten. Es gelang, die sowjetische Offensive aus den gut ausgebauten Stellungen in einem koordinierten Abwehrfeuer zurückzuschlagen. Eine hohe Anzahl gegnerischer Panzer konnte dabei vernichtet werden, und der ursprüngliche Frontverlauf wurde wiederhergestellt. Die Verluste in der Kotluban-Offensive versetzten die 76. Infanterie-Division durch den Verlust mehrerer Infanterie-Bataillone in den Zustand „hors de combat“.
Noch am 25. September wurde die 76. ID im Wehrmachtbericht lobend erwähnt, bereits am 30. September 1942 wurden die stark angeschlagenen neun Infanterie-Bataillone der 76. ID zu sechs Bataillonen zusammengefasst, auf Befehl von Friedrich Paulus aus der Stalingradschlacht vorerst abgezogen und an ihren Verfügungsraum in der Nähe von Kalatsch am Don transportiert.
Im Winter 1942/43 wurde die 76. ID in der Kesselschlacht von Stalingrad vernichtet.

### Wiederaufstellung
| 26. August 1939         | 13. Mai 1944           |
| ----------------------- | ---------------------- |
| Infanterie-Regiment 178 | Grenadier-Regiment 178 |
| Infanterie-Regiment 203 | Grenadier-Regiment 203 |
| Infanterie-Regiment 230 | Füsilier-Regiment 230  |
| Artillerie-Regiment 176 |                        |
| Divisionseinheiten 176  |                        |

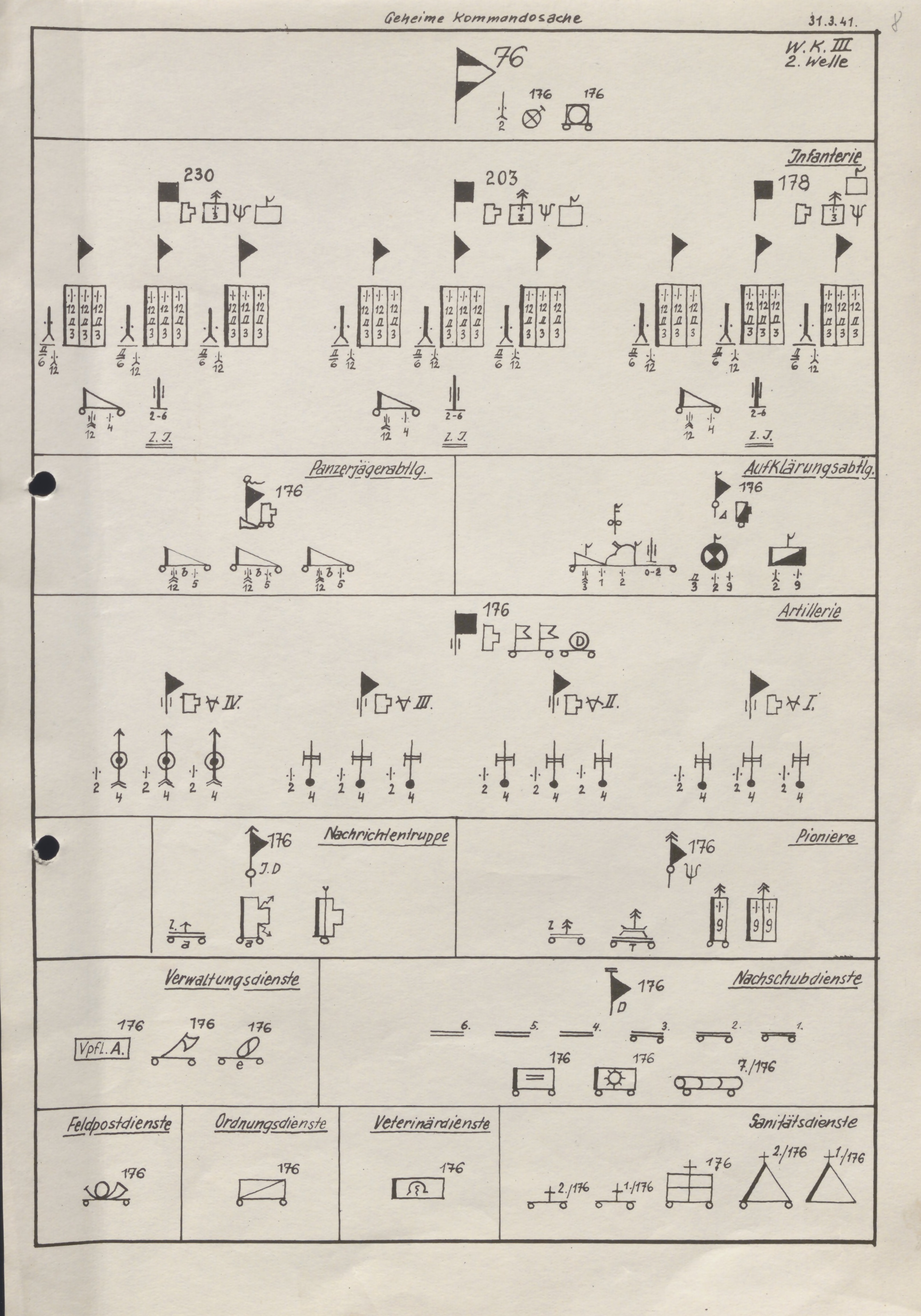
Gliederung der 76. Inf. Div. vom 31. März 1941, Taktische Zeichen

Am 17. Februar 1943 wurde befohlen die 76. Infanterie-Division wiederaufzustellen. Zu diesem Zweck wurden die verstärkten Grenadier-Regimenter 876 und 877 in die Division eingegliedert. Am 13. Mai 1944 wurde die Reste der 5. Luftwaffen-Felddivision in die 76. ID eingegliedert und dienten der Auffrischung.

### 1944
Der Panzerjäger-Abteilung der Division wurden im August 1944 für eine Neuausrüstung vierzehn Jagdpanzer 38 zugeteilt.
Am 20. August 1944 wurde die 76. ID in der Ukraine und Ostrumänien in schwere Kämpfe mit sowjetischen Truppen verwickelt. Ein Großverband der 6. und 8. Armee wurde von Truppen der Roten Armee eingeschlossen.
In den Abwehrkämpfen um Letcani und Iași (deutsch: Jassy) erlitt die 76. ID schwere Verluste und musste sich über den Bahlui-Fluss zurückziehen. In den Südkarpaten löste sich die 76. ID als Kampfverband auf. Während ein Großteil der Division in den Karpaten von rumänischen Partisanen vernichtet wurde, gelang es einigen Truppenteilen die ungarische Grenze zu erreichen und sich dort anderen Wehrmachtverbänden anzuschließen.
Infolge der schweren Verlusten im Raum Iași wurde sie aus der Front gezogen und im September und Oktober 1944 nochmals aufgefrischt.

### Kapitulation
Die letzten Teileinheiten der 76. ID kapitulierten im Mai 1945 bei Deutsch-Brod vor der Roten Armee und gerieten in sowjetische Kriegsgefangenschaft.

## Kommandeure
| Dienstzeit                              | Dienstgrad                          | Name                                |
| --------------------------------------- | ----------------------------------- | ----------------------------------- |
| 1. September 1939 bis 26. Januar 1942   | Generalmajor/Generalleutnant        | Maximilian de Angelis               |
| 26. Januar 1942 bis 1. April 1943       | Oberst/Generalmajor/Generalleutnant | Carl Rodenburg                      |
| 1. April 1943 bis Juli 1944             | Oberst/Generalmajor/Generalleutnant | Erich Abraham                       |
| Juli 1944                               | Oberst                              | Otto-Hermann Brücker                |
| 14. September 1944 bis 17. Oktober 1944 | Generalleutnant                     | Erich Abraham                       |
| 17. Oktober 1944 bis 8. Februar 1945    | Generalmajor/Generalleutnant        | Siegfried von Rekowski              |
| 8. Februar bis 17. Februar 1945         | Oberst                              | Wilhelm Moritz Freiherr von Bissing |
| 17. Februar bis 8. Mai 1945             | Generalmajor                        | Erhard-Heinrich Berner              |

## Bekannte Divisionsangehörige
- Richard John (1896–1965), war von 1. Januar 1940 bis 6. Mai 1940 Kommandeur des II. Bataillons des Infanterie-Regiments 203 und später Generalleutnant.
- Hellmuth Laegeler (1902–1972), war von 1959 bis 1962, als Generalmajor des Heeres der Bundeswehr, Kommandeur der Führungsakademie der Bundeswehr